# Rajd Warszawski 1970

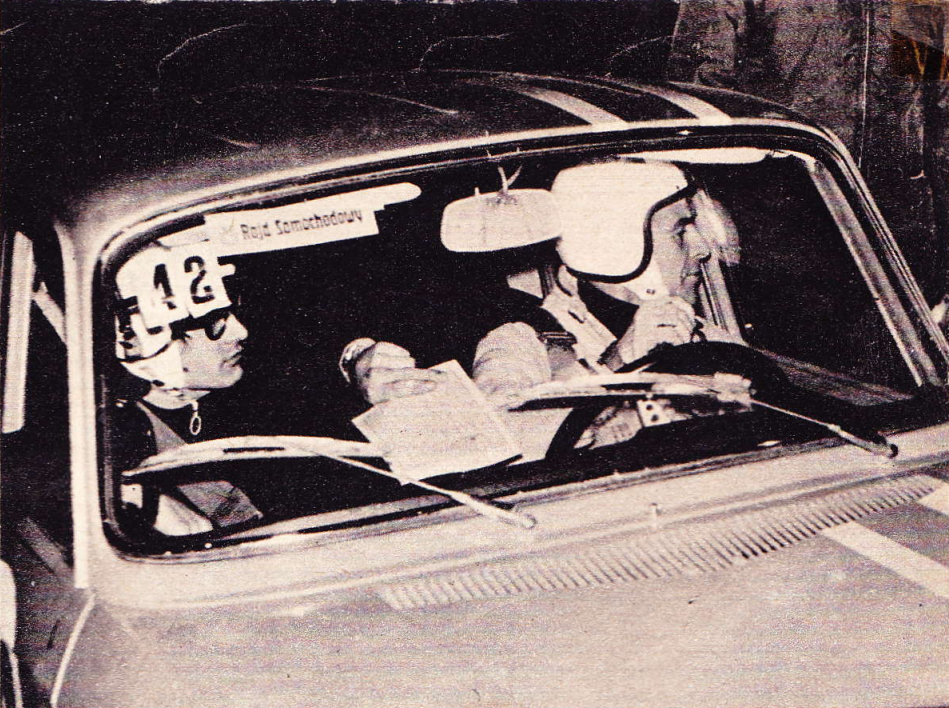
Ryszard Nowicki podczas zwycięskiego 8 Rajdu Warszawskiego

Rajd Warszawski 1970 – 8. edycja Rajdu Warszawskiego. Był to rajd samochodowy rozgrywany od 7 do 8 listopada 1970 roku. Była to piąta runda Rajdowych Samochodowych Mistrzostw Polski w roku 1970. Początkowa część rajdu miała formę zjazdu gwiaździstego. Miastami startowymi były: Warszawa, Kraków, Poznań i Katowice (każda z tras o długości ok. 300 km).

## Wyniki końcowe rajdu[1]
| Miejsce | Kierowca              | Pilot                | Samochód          | Grupa Klasa |
| ------- | --------------------- | -------------------- | ----------------- | ----------- |
| 1       | Ryszard Nowicki       | Piotr Mystkowski     | Renault 8 Gordini | 4           |
| 2       | Marek Varisella       | Edward Bogusławski   | Syrena 104        | 2           |
| 3       | Andrzej Gieysztor     | Jerzy Bachtin        | Trabant P601      | 1           |
| 4       | Stanisław Dalka       | J. Olszewski         | Volkswagen 1500   | 5           |
| 5       | Lelio Lattari         | Franciszek Aromiński | Alfa Romeo GTV    | 5           |
| 6       | Włodzimierz Markowski | Janusz Stawiński     | Porsche 912       | 5           |